# Јанкулешти (Ђурђу)
Јанкулешти (рум. Ianculești) насеље је у Румунији у округу Ђурђу у општини Стоенешти. Oпштина се налази на надморској висини од 82 m.

## Становништво
Према подацима из 2002. године у насељу је живело 296 становника, од којих су сви румунске националности.